# Stefan Stankalla
Stefan Stankalla (Garmisch-Partenkirchen, 12 aprile 1975) è un ex sciatore alpino tedesco.

## Biografia
Stankalla esordì in campo internazionale ai Mondiali juniores di Monte Campione/Colere 1993; l'anno dopo, nella rassegna iridata giovanile di Lake Placid, vinse la medaglia d'oro nello slalom gigante e, il 13 marzo, esordì in Coppa del Mondo, a Vail nella medesima specialità (18º). Debuttò ai Campionati mondiali a Sierra Nevada 1996, dove non completò né lo slalom gigante né lo slalom speciale; tre anni dopo, nella rassegna iridata di Vail/Beaver Creek, si classificò 25º nella discesa libera, 20º nel supergigante e 27º nello slalom gigante.
Ottenne il miglior piazzamento in Coppa del Mondo il 28 gennaio 2001 a Garmisch-Partenkirchen in supergigante (5º); ai successivi Mondiali di Sankt Anton am Arlberg 2001 nella medesima specialità fu 21º, mentre a quelli di Sankt Moritz 2003, suo congedo iridato, si classificò 34º nella discesa libera e 23º nel supergigante. Prese per l'ultima volta il via in Coppa del Mondo il 7 marzo 2004 a Kvitfjell in supergigante, senza completare la prova, e si ritirò al termine di quella stessa stagione 2003-2004; la sua ultima gara fu il supergigante dei Campionati tedeschi 2004, disputato il 27 marzo a Sankt Moritz e chiuso da Stankalla al 9º posto.

## Palmarès

### Mondiali juniores
- 1 medaglia:
  - 1 oro (slalom gigante a Lake Placid 1994)

### Coppa del Mondo
- Miglior piazzamento in classifica generale: 66º nel 1999

### Campionati tedeschi
- 14 medaglie[1]:
  - 2 ori (discesa libera, supergigante nel 2003)
  - 8 argenti (slalom gigante nel 1994; slalom gigante nel 1996; discesa libera, supergigante, slalom gigante nel 1998; supergigante, slalom gigante nel 1999; slalom gigante nel 2001)
  - 4 bronzi (supergigante nel 1995; supergigante nel 1997; slalom speciale nel 1998; discesa libera nel 2004)